# Мария Елизабет фон Шлезвиг-Холщайн-Зондербург-Глюксбург
Мария Елизабет фон Шлезвиг-Холщайн-Зондербург-Глюксбург (на немски: Maria Elisabeth von Schleswig-Holstein-Sonderburg-Glücksburg; * 26 юли 1628; † 27 май 1664) от Дом Олденбург е принцеса от Шлезвиг-Холщайн-Зондербург-Глюксбург и чрез женитба маркграфиня на княжество Бранденбург-Кулмбах.
Тя е най-възрастната дъщеря на херцог Филип фон Шлезвиг-Холщайн-Зондербург-Глюксбург (1584 – 1663) и съпругата му София Хедвиг фон Саксония-Лауенбург (1601 – 1660), дъщеря на херцог Франц II фон Саксония-Лауенбург. 
Тя умира на 27 май 1664 г. на 35 години.

## Фамилия
Мария Елизабет се омъжва на 30 ноември 1651 или на 10 декември 1651 г. в Байройт за маркграф Георг Албрехт фон Бранденбург-Кулмбах (1619 – 1666), основател на страничната линия Кулмбах-Бранденбург на фамилията Хоенцолерн, вторият син на маркграф Христиан фон Бранденбург-Байройт и съпругата му Мария Пруска. Те имат децата: 
- Ердман Филип (1659 – 1678)
- Христиан Хайнрих (1661 – 1708), женен 1687 г. за София Христиана фон Волфщайн
- Карл Август (1663 – 1731)